# Campeonato Europeu de Corrida de Montanha de 2016
O 22º Campeonato Europeu de Corrida de Montanha de 2016 foi organizada pela Associação Europeia de Atletismo na cidade de Arco na Itália no dia 2 de julho de 2016. Contou com a presença de 202 atletas em quatro categorias, tendo como destaque a Itália com dez medalhas, sendo três de ouro.

## Resultados
Esses foram os resultados da competição.

### Sênior masculino
Individual 
| Posição           | Atleta            | País        | Tempo |
| ----------------- | ----------------- | ----------- | ----- |
| Medalha de ouro   | Martin Dematteis  | Itália      | 53.33 |
| Medalha de prata  | Bernard Dematteis | Itália      | 53.34 |
| Medalha de bronze | Ahmet Arslan      | Turquia     | 54.09 |
| 4                 | Andrew Douglas    | Reino Unido | 54.32 |
| 5                 | Cesare Maestri    | Itália      | 54.39 |
| 6                 | Jan Janů          | Chéquia     | 54.42 |
| 7                 | Xavier Chevrier   | Itália      | 55.08 |
| 8                 | Christian Mathys  | Suíça       | 55.12 |
| 9                 | Julien Rancon     | França      | 55.30 |
| 10                | Robert Krupička   | Chéquia     | 55.43 |

Equipe 
| Posição           | Equipe      | Pontos |
| ----------------- | ----------- | ------ |
| Medalha de ouro   | Itália      | 8      |
| Medalha de prata  | Chéquia     | 29     |
| Medalha de bronze | Reino Unido | 33     |

### Sênior feminino
Individual 
| Posição           | Atleta                  | País        | Tempo |
| ----------------- | ----------------------- | ----------- | ----- |
| Medalha de ouro   | Emily Collinge          | Reino Unido | 43.41 |
| Medalha de prata  | Alice Gaggi             | Itália      | 44.08 |
| Medalha de bronze | Sara Bottarelli         | Itália      | 44.24 |
| 4                 | Pavla Schorna-Matyásová | Chéquia     | 44.31 |
| 5                 | Silvia Schwaiger        | Eslováquia  | 44.33 |
| 6                 | Valentina Belotti       | Itália      | 45.17 |
| 7                 | Heidi Dent              | Reino Unido | 45.28 |
| 8                 | Lucie Maršánová         | Chéquia     | 45.40 |
| 9                 | Christel Dewalle        | França      | 46.10 |
| 10                | Domenika Mayer          | Alemanha    | 46.16 |

Equipe 
| Posição           | Equipe      | Pontos |
| ----------------- | ----------- | ------ |
| Medalha de ouro   | Itália      | 11     |
| Medalha de prata  | Reino Unido | 21     |
| Medalha de bronze | Chéquia     | 31     |

### Júnior masculino
Individual 
| Posição           | Atleta                      | País    | Tempo |
| ----------------- | --------------------------- | ------- | ----- |
| Medalha de ouro   | Ferhat Bozkurt              | Turquia | 39.00 |
| Medalha de prata  | Davide Magnini              | Itália  | 39.35 |
| Medalha de bronze | Mustafa Göksel              | Turquia | 39.36 |
| 4                 | Daniel Pattis               | Itália  | 40.05 |
| 5                 | Maximilien Drion du Chapios | Bélgica | 40.25 |
| 6                 | Abdülmüttalip Kervan        | Turquia | 40.59 |
| 7                 | Mathieu Jacquet             | França  | 41.14 |
| 8                 | Johann Baujard              | França  | 41.29 |
| 9                 | Robin Faricier              | França  | 41.59 |
| 10                | Sylvain Cachard             | França  | 41.59 |

Equipe 
| Posição           | Equipe  | Pontos |
| ----------------- | ------- | ------ |
| Medalha de ouro   | Turquia | 10     |
| Medalha de prata  | Itália  | 20     |
| Medalha de bronze | França  | 24     |

### Júnior feminino
Individual 
| Posição           | Atleta             | País        | Tempo |
| ----------------- | ------------------ | ----------- | ----- |
| Medalha de ouro   | Michaela Stránská  | Chéquia     | 18.03 |
| Medalha de prata  | Giulia Zanne       | Itália      | 19.08 |
| Medalha de bronze | Heidi Davies       | Reino Unido | 19.09 |
| 4                 | Łucja Wiktorowicz  | Polónia     | 19.11 |
| 5                 | Scarlet Dale       | Reino Unido | 19.34 |
| 6                 | Nada Balcarczyk    | Alemanha    | 19.44 |
| 7                 | Agathe Thibert     | França      | 19.55 |
| 8                 | Francesca Franchi  | Itália      | 19.57 |
| 9                 | Kateřina Maternová | Chéquia     | 20.10 |
| 10                | Laura Stark        | Reino Unido | 20.17 |

Equipe 
| Posição           | Equipe      | Pontos |
| ----------------- | ----------- | ------ |
| Medalha de ouro   | Reino Unido | 18     |
| Medalha de prata  | Itália      | 27     |
| Medalha de bronze | Chéquia     | 33     |

## Quadro de medalhas
| Ordem | País        | Medalha de ouro | Medalha de prata | Medalha de bronze | Total |
| ----- | ----------- | --------------- | ---------------- | ----------------- | ----- |
| 1     | Itália      | 3               | 6                | 1                 | 10    |
| 2     | Reino Unido | 2               | 1                | 2                 | 5     |
| 3     | Turquia     | 2               | 0                | 2                 | 4     |
| 4     | Chéquia     | 1               | 1                | 2                 | 4     |
| 5     | França      | 0               | 0                | 1                 | 1     |